# Palau dels Casalduch
El Palau dels Casalduch a la Serra d'en Galceran, a la comarca de la Plana Alta, és un edifici residencial catalogat, dins del Pla General d'Ordenació Urbana, com a Bé de Rellevància Local segons la Disposició Addicional Cinquena de la Llei 5/2007, de 9 de febrer, de la Generalitat, de modificació de la Llei 4/1998, d'11 de juny, del Patrimoni Cultural Valencià (DOCV Núm. 5.449 / 13/02/2007); amb el codi: 12.05.105-001.

## Història
El poble de la Serra d'en Galceran té origen musulmà, ja que en temps de la dominació musulmana existia en la part més muntanyenca un castell al voltant del qual es va formar un assentament agrícola, o alquería que donaria lloc a la població actual.
Amb la reconquesta del rei Jaume I, en els anys 1213-1238, les terres van passar a les mans de Pere Valimanya que va nomenar a l'assentament, segons consta en la carta pobla del 1374, Serra de Valimanya. En aquests moments era un dels pocs senyorius laics de la comarca, en cedir-se al baró de la Pobla Tornesa. Més tard les terres van ser comprades per la família Galcerán i d'aquí el seu nom actual de la Serra d'en Galceran. Però no van quedar en aquesta família, sinó que uns anys més tard van ser comprades aquestes terres per Nicolàs Casalduch, de sobrenom “l'antic” o “el vinculador”, qui el 6 de desembre de 1512 va concedir la carta de població.
El palau també és conegut com a “Palau Casalduch i Muñoz”, o “El Fort”, i fins i tot se li anomena "Castell la Serra d'en Galceran”. Va ser construït pel baró de la Pobla Tornesa, de manera que el castell va deixar de ser zona residencial de la noblesa de la zona.
Durant l'any 2012 la Diputació de Castelló va realitzar una de les seves Juntes de Govern en aquest palau.

## Descripció
L'edifici residencial, considerat com a palau, se situa al centre del poble, en el carrer Bisbe Beltrán, 2, molt prop de l'Església Parroquial. I és propietat de la Diputació de Castelló, i en el seu interior, des de l'any 2007, comparteixen espai, d'una banda l'Ajuntament del poble, d'una altra la col·lecció museográfica dedicada al Bisbe Beltrán (qui va exercir el càrrec d'Inquisidor General en temps de Carles III), la qual se situa en la planta superior o planta noble, que va ser rehabilitada per a tals menesters./>
L'edifici data del segle XIV i segueix les pautes de l'estil gòtic civil valencià. La façana és senzilla, amb porta d'accés en forma d'arc de mig punt, amb dovelles, i sobre ella, en l'eix de simetria, destaca l'escut heràldic dels Casalduch, que tenien els títols de barons de la Serra d'en Galceran, Pobla, Benicàssim i Montornés des del segle xvi, moment en el qual Nicolás Casalduch va vincular la baronia al seu cognom.
Una vegada dins poden observar-se tres arcs d'ogiva amb coberta de artesonados de fusta, d'entre ells un d'original del segle xvi.
El pati del palau s'ha habilitat per a una exposició de creus de pedra obra de Francisco Agut, artesà local.
A l'interior del museu destaquen entre altres obres els taulells que conformen l'enrajolat de les parets de la cuina datada del segle XVIII-XIX, que van ser adquirits per l'Ajuntament de Sierra Encargerán.